# Јајце (касарна)
Касарна „Јајце” је национални споменик Босне и Херцеговине и бивши војни објекат у Сарајеву.

## Историја
Градња касарне започела је 1912. године, а завршена је пред почетак Првог свјетског рата. Званично је отворена двије године касније и понијела име по кнезу Еугену Савојском. У периоду од отварања до деведесетих година прошлог вијека представљала је један од већих и значајнихих објеката у склопу система „Тврђава Сарајево”.
Године 1915, из Јајца је у касарну пренесена аустро-угарска болница како би војници на фронту имали бољу здравствену заштиту, па отуда и назив објекта. Од 2002. године касарна носи назив „Сафет Хаџић”, али у већини докумената и туристичких представљања града Сарајева помиње се као „Јајце”.
Касарна је била дом различитих војних формација од градње до данас. По завршетку Првог свјетског рата, зграду је користила војска Краљевине Срба, Хрвата и Словенаца (касније Краљевине Југосавије). У Другом свјетском рату снаге НДХ заузеле су касарну и користиле је до краја рата када прелази у коришћење Југословенске народне армије.
ЈНА је остала у касарни све до почетка 1992. и рата на подручју Босне и Херцеговине када је преузима Армија БиХ.
По завршетку рата, зграда је остала празна без икаквих идеја о њеном коришћењу и санацији, а припала је Оружаним снагама БиХ. Према Дејтонском споразуму, сви објекти који се налазе на мање од 800 m зрачне линије од границе два ентитета, не могу имати војну намјену.
Године 2009. добила је статус националног споменика Босне и Херцеговине.

## Изглед
Касарна има симетричну основу у облику слова Е јер се сматра да је направљена у част кнеза Савојског по којем је у почетку и носила име. Јужно крило, које је и највећа зграда у комплексу постављено је у смјеру исток-запад. Остала, мања крила се надовезују на њега према сјеверној страни. Фасада са јужне стране здања, као главна фасада је посебно обликована са четири куле - двије велики и двије мање централне. Површина комплекса димензија од око (55,9 x 38,85) метара је око 8812 m².
Тренутно, касарна је у јако лошем стању. Већи дио кровне конструкције и зидова је уништен. Процјеном је утврђено да је штета објекта 80-85%. У априлу 2018. Касарна је додијељена на коришћење Граду Сарајево који је почетком 2019. кренуо у чишћење подручја око самог комплекса.

## Локација
Касарна „Јајце” се налази у староградском насељу Вратник између Бијеле и Жуте табије. Због своје позиције видљива је са скоро свих тачака у граду.